# 梅格·惠特曼

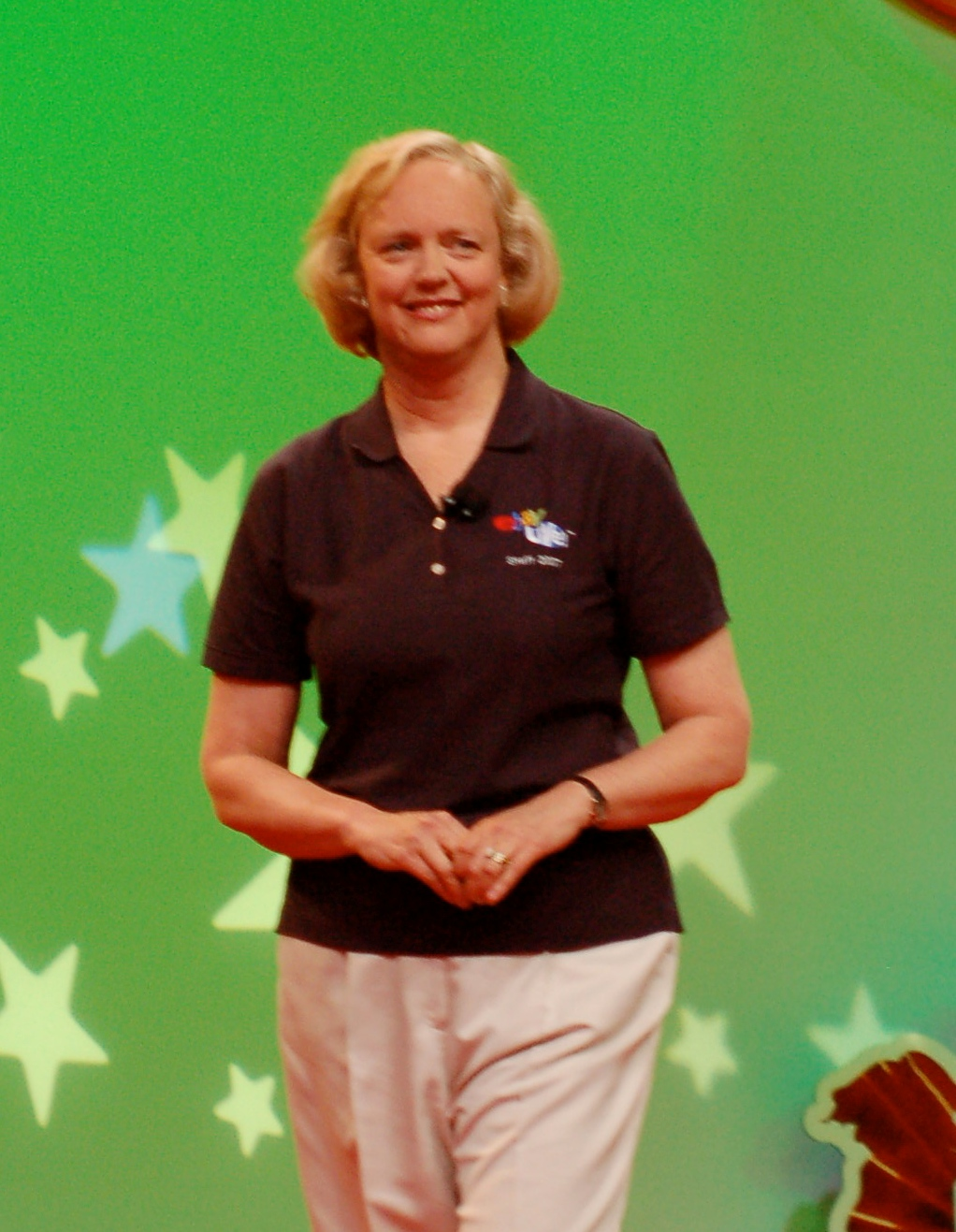
玛格丽特·惠特曼(Meg Whitman)

梅格·惠特曼（英語：Margaret Cushing "Meg" Whitman，1956年8月4日—），曾任惠普公司總裁暨執行長。

## 生平
自1998年起擔任線上拍賣及購物網站亿贝（eBay）的董事長及總經理，她也是2006年9月的《福布斯》所選出世界上最有權力的女性之一。